# مارغريت مولفيل
مارغريت مولفيل (بالإنجليزية: Margaret Mulvihill)‏ (8 مارس 1954)؛ روائية أيرلندية.